# 南澳州總督
南澳大利亚总督（英語：Governor of South Australia）現時是澳洲君主查爾斯三世在南澳大利亚州的全權代表，但在成熟的民主憲政慣例下，基本上不擅自行使其權力。其人選由澳洲君主根據南澳大利亚州長 (州總理)的提議所欽命，任期亦然，但作為前英國殖民地，總督提名權曾由倫敦掌握。
現任的孫芳安是第36任總督，於2021年接替黎文孝就任。